# Sierra (superordinateur)
Pour les articles homonymes, voir Sierra.
Sierra ou ATS-2 est un superordinateur américain construit par IBM pour le laboratoire national Lawrence Livermore.

## Conception
Les décisions concernant la construction d’un nouveau superordinateur au laboratoire Lawrence Livermore sont prises en 2014, et s’orientent vers les solutions proposées par IBM et Nvidia, qui étaient mises en concurrence avec celles d’Intel.
Sierra est conçu autour d’une architecture hybride de processeurs IBM POWER9 couplés à des processeurs graphiques Nvidia via la connexion NVLink de Nvidia. Il doit servir à la division de la National Nuclear Security Administration chargée des simulations numériques avancées.
Sa construction débute à proprement parler à l’été 2017, pour une mise en service en 2018. Sierra fait son entrée au TOP500 à la 3e place en juin 2018.
Le superordinateur Summit, du Laboratoire national d'Oak Ridge, est construit sur le même modèle.

## Caractéristiques
- Nœuds de calcul : 4 320[4]
- Processeurs : 2 POWER9 par nœud[3] (8 640 au total)[4]
- Processeurs graphiques : 4 Nvidia Tesla V100 par nœud[3] (17 280 au total)[4]
- Performance : 125 pétaFLOPS[6]
- Refroidissement à eau[7]
- Mémoire vive : 256 Go par nœud[7]
- Système d'exploitation : Red Hat Enterprise Linux[4]
- Coût : 125 millions de dollars[7]